# ستيف كاتلي
ستيفاني إليز كاتلي (مواليد 26 يناير 1994) هي لاعب كرة قدم أسترالية محترفة تلعب مدافعة في نادي أرسنال للسيدات ومنتخب أستراليا لكرة القدم للسيدات. يمكنها اللعب في العديد من المواقع في الدفاع كظهير الوسط أو في الوسط أو قشاشة.
لعبت سابقًا مع نادي أو إل رين وأورلاندو برايد وبورتلاند ثورنز في الدوري الأمريكي الوطني لكرة القدم للسيدات بالإضافة إلى ناديي ملبورن فيكتوري وملبورن سيتي في الدوري الأسترالي للسيدات.
حصلت كاتلي على جائزة PFA لأفضل لاعب في العام في عام 2020. حصلت على جائزة أفضل لاعبة شابة في W-League لموسم 2012-13 وجائزة أفضل لاعبة كرة قدم تحت 20 سنة من قبل اتحاد كرة القدم الأسترالي في عامي 2012 و 2013.

## النشأة
ولدت ونشأت في ملبورن من قبل والديها ليزلي وستيفن، وانضمت كاتلي إلى فريقها الأول لكرة القدم في سن السادسة. كانت الفتاة الوحيدة في فريق East Bentleigh FC ، وهو نفس الفريق الذي لعب فيه شقيقها الأكبر دانيال.  وقالت: "لقد وقعت في حب اللعبة وفكرة جعل نفسي أفضل لاعب كرة قدم يمكن أن أكونه. لقد تدربت بنفسي ، مع أخي ومع الأولاد الآخرين في الفريق حتى قمت بتشكيل أول فريق تمثيلي. "  في سن 13 ، بدأت اللعب في ساندريغهام، أحد أكبر أندية كرة القدم في فيكتوريا.  عندما كانت في الخامسة عشرة من عمرها، شكلت كاتلي أول فريق لها في الولاية وتم اختيارها للمنتخب الوطني تحت 17 عامًا. 

## المهنة في النوادي

### ملبورن فيكتوري ، 2009 -2014

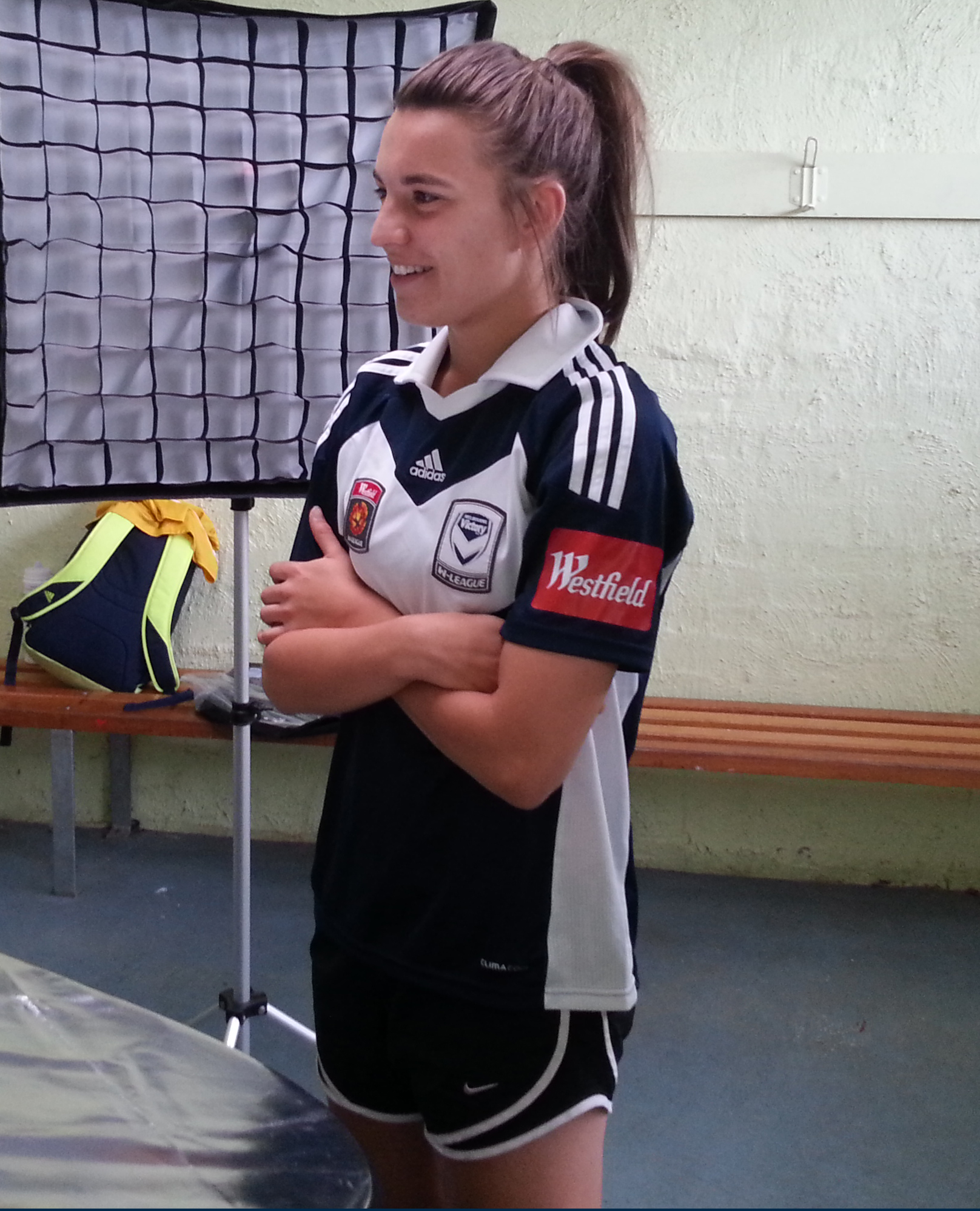
صورة كاتلي في فريق ملبورن فيكتوري

شابة موهوبة لعبت مع فريق ساوث إيست كوجر في برنامج دوري أبطال فيكتوريا لكرة القدم في فيكتوريا ، ظهرت كاتلي لأول مرة مع فريق ملبورن فيكتوري في سن مبكرة، حيث لعبت ضد بيرث جلوري في سن الخامسة عشرة فقط في أكتوبر 2009. كانت كاتلي ، التي كانت تلعب أنذاك في مركز خط الوسط، لاعبةً رئيسة في ناديها وسجلت هدفها الأول في موسمها الثاني قبل ثلاثة أيام من عيد ميلادها في يناير 2011، مرة أخرى ضد بيرث جلوري. بعد التحول إلى الدفاع لموسم 2011/12 ، كان لدى كاتلي موسمها الأكثر إثارة للإعجاب حتى الآن وحصلت على لقب لاعبة كرة القدم لهذا العام.  أصبحت فيما بعد قائدة للفريق، وشاركت في 51 مباراة ، وسجلت 7 أهداف في أول 5 سنوات لها مع النادي. 

### بورتلاند ثورنز ، 2014-15
وقعت كاتلي مع بورتلاند ثورنز في الدوري الأمريكي لكرة القدم النسائية (NWSL) لموسم 2014 .  لعبت كاتلي 14 مباراة في 15 مباراة بمركز الدفاع خلال موسم 2014 . أنهى بورتلاند المركز الثالث بتسجيله 10–8–6 .  حصل الفريق في المركز الثالث في الدور نصف النهائي بعدما هزمه بطل الدوري إف سي كانساس سيتي 2-0.  اختيرت كاتلي في التشكيلة الثانية لأفضل فريق في الدوري الأمريكي لكرة القدم للسيدات في نهاية الموسم لمساعدتها الخمس. 
لعبت كاتلي خلال موسم 2015 ثلاث مباراة فقط مع فريق ثورنز، بعدما شغلت بكأس العالم للسيدات 2015 FIFA .   أنهت بورتلاند في المركز السادس بتسجيل 6–9–5 .

#### ملبورن فيكتوري (إعارة) ، 2014-15
خلال فترة خارج الموسم للدوري الامريكي للسيدات، وقعت كاتلي اتفاقية إعارة للعودة إلى ناديها الأصلي، ملبورن فيكتوري، لموسم الدوري الأسترالي للسيدات 2014. كانت كابتن ومدافعة أولية في جميع المباريات الـ13 التي لعبتها ، وساعدت فيكتوري على إنهاء الموسم في المركز الثاني خلال الموسم العادي برصيد 6–4–2 .  وسجلت كاتلي هدفا في مرمى كانبيرا في 28 سبتمبر ليفوز ميلبورن فيكتوري بنتيجة 4-2.  سجلت هدفها الثاني هذا الموسم خلال الفوز 3-0 على ويسترن سيدني واندررز في 9 نوفمبر.  بعد تقدمه إلى الدور نصف النهائي ، هُزم ميلبورن فيكتوري أمام بطل نهائي، كانبيرا يونايتد ، بركلات الترجيح. 

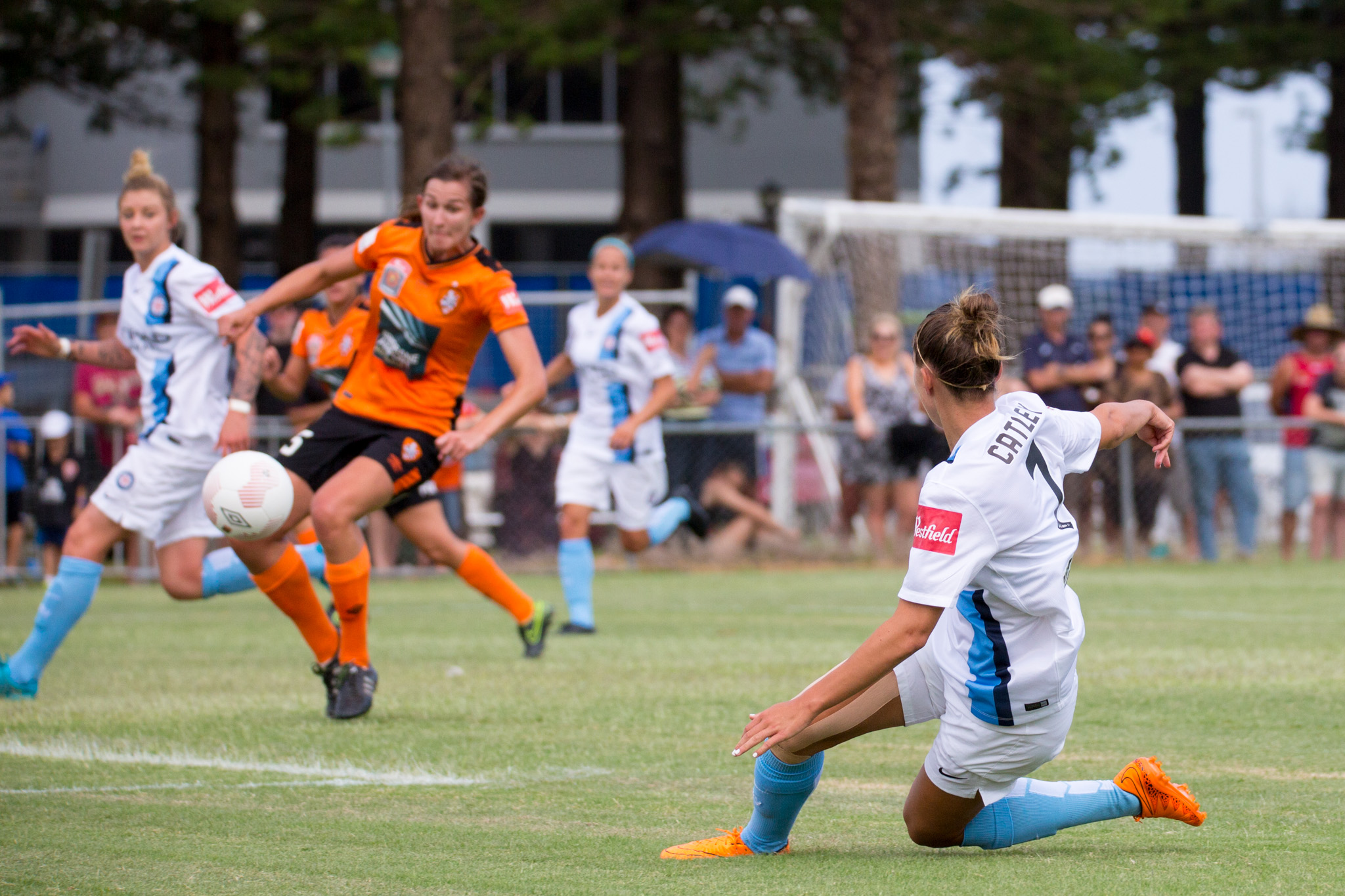
كاتلي خلال مباراة في ملبورن سيتي ضد بريسبان رور، ديسمبر 2015

#### ملبورن سيتي (إعارة) ، 2015–16
في 17 سبتمبر 2015 ، أعلنت مدينة ملبورن التي تم إنشاؤها حديثًا أنها وقعت كاتلي على اتفاقية إعارة لموسم 2015–16 W-League .  كانت كاتلي مدافعة أساسية في جميع المباريات الـ13 التي لعبتها. أنهى ملبورن سيتي في المركز الأول خلال موسم الافتتاح بسجل غير مهزوم 12–0–0 .  خلال مباراة نصف النهائي في 25 يناير 2016 ، سجل كاتلي ركلة الجزاء الرابعة لمدينة ملبورن في الفوز بركلات الترجيح ضد بريسبان رور ليحصل على مكان في نهائي W-League 2016 .  فاز ملبورن سيتي النهائي الكبير 4-1 على سيدني إف سي. 

## الحياة الشخصية
في 31 يناير 2023 ، أعلنت كاتلي أنها كانت مخطوبة لشريكها منذ فترة طويلة دين بوزانيس . 

## إحصائيات المهنة

### النادي
آخر تحديث 27 May 2023.